# Le dernier passager
Le dernier passager è un cortometraggio del 2010 diretto da Mounès Khammar. Il film è stato selezionato per la partecipazione al Short Film Corner del Festival di Cannes 2010. Ha vinto il premio per il miglior cortometraggio proveniente dal mondo arabo presso il Festival internazionale del cinema di Abu Dhabi.

## Trama
Algeri. Un ragazzo si getta da una scogliera sotto lo sguardo attonito dei passanti. In un'unica grande sequenza a suono di musica, il suo fantasma ritorna in famiglia e sul luogo di lavoro. Dal palco del teatro dove lavorava come addetto alle pulizie finalmente potrà esprimersi e ricevere gli applausi del pubblico. Il film è un'amara parabola sulla frustrazione e disperazione di una gioventù che nessuno ascolta.